# Eishockey-Oberliga (Österreich) 2009/10
Die Saison 2009/10 der österreichischen Eishockey-Oberliga wird mit acht Mannschaften ausgetragen. Titelverteidiger ist der ATSE Graz. Nachdem im Vorjahr nur vier Mannschaften teilgenommen haben, kamen in dieser Saison einige ehemalige Teams wieder und einige Nationalliga-Mannschaften neu hinzu. Mit dem EC Tarco Wölfe Klagenfurt stieg jedoch auch ein Team aus finanziellen Gründen aus. Meister wurde der Titelverteidiger ATSE Graz.

## Teilnehmende Mannschaften
(gereiht nach Vorjahresplatzierung)
- ATSE Graz (Titelverteidiger, Trainer: Andreas Wanner)
- Weiz Bulls (Trainer: Roman Zöbinger)
- EHC Linz II (Trainer: Dieter Werfring)
- EC Oilers Salzburg (Trainer: Manfred Mühllechner)
- EC Wels (Trainer: Stanislav Medrik)
- Hockeyclub „Die 48er“ (Trainer: ??)
- EV Zeltweg (Trainer: Olle Öst)
- Kapfenberg Bulls (Trainer: Kjell G. Lindqvist)

### Unsicherheiten im Teilnehmerfeld
- Siehe auch Nationalliga 2009/10

Bedingt durch die lange andauernden Probleme im Teilnehmerfeld der Nationalliga standen auch die Teilnehmer der Oberliga bis Ende Juli 2009 nicht fest. Sehr früh wurde bekannt, dass die ehemaligen Mannschaften EC Wels und Hockeyclub „Die 48er“ erneut teilnehmen werden. Mit dem Meister der Salzburger Stadtliga, den EC Oilers Salzburg, kam eine weitere Mannschaft hinzu. Der ATSE Graz hatte ursprünglich nur mit einem Farmteam an der dritthöchsten Liga teilnehmen wollen, um mit der ersten Mannschaft in der Nationalliga aufzulaufen. Diese Pläne wurden jedoch verworfen, als sich vor allem bei den beiden steirischen Nationalliga-Teams EV Zeltweg und KSV Eishockeyklub (jetzt Kapfenberg Bulls) finanzielle Probleme abzeichneten und deren Nationalliga-Teilnahme nicht mehr gesichert war. Da alle drei Teams von den Zuschauereinnahmen aus den Derbies profitieren, traten nun alle steirischen Vertreter ausschließlich in der Oberliga an. Mitte August wurde jedoch bekannt, dass der Klagenfurter Teilnehmer Tarco Wölfe seine Nennung zurückzog, sodass letzten Endes acht Mannschaften an der Liga teilnehmen werden.

## Modus
Zunächst findet eine einfache Hin- und Rückrunde statt. In einer dritten Hinrunde erhält die Mannschaft Heimrecht, die nach der ersten Hinrunde in der Rangordnung bzw. Platzierung vorne steht. Die endgültige Platzierung nach diesen 21 Spielen im Grunddurchgang bestimmen die Paarungen für die Playoffs: Der erste spielt gegen den achten, der zweite gegen den siebten, der dritte gegen den sechsten und der vierte gegen den fünften. Die besser platzierten Teams haben jeweils im ersten Aufeinandertreffen Heimrecht. Die Playoffs werden vom Viertelfinale bis zum Finale im Best-of-Five-Modus ausgespielt. Die Saison startet am 19. September 2009, der Meister wird frühestens am 20. März 2010 feststehen.

### Reglement
Wie auch schon zuvor in der Nationalliga wurde von den Oberliga-Vereinen beschlossen, dass ab dieser Saison für einen Sieg in der regulären Spielzeit drei statt wie bisher zwei Punkte vergeben werden sollen. Bei einem Unentschieden nach der regulären Spielzeit erhalten beide Mannschaften zunächst einen Punkt. Das Team, das nach Verlängerung bzw. Penalty-Schießen gewinnt, erhält einen zweiten Punkt. Außerdem wurde die Zahl der Transferkartenspieler auf einen begrenzt. Ab der Saison 2010/11 soll die Oberliga schließlich als rein österreichische Meisterschaft ausgetragen werden.

## Grunddurchgang
Der Grunddurchgang begann am 19. September 2009 und endete mit der 21. Runde am 23. Jänner 2010. Ähnlich wie im Vorjahr dominierte der ATSE Graz das Geschehen, der sogar eine Perfect Season spielte und auf dem Eis kein Spiel verlor (die einzige Niederlage kam durch eine Strafverifizierung zustande). Nachdem in den ersten Runden der EV Zeltweg Platz eins in der Tabelle belegt hatte, übernahm mit dem sechsten Spieltag der ATSE und verblieb dort bis zum Saisonende. Im Lauf der Saison kristallisierte sich ein Verfolgertrio heraus, das aus den Kapfenberg Bulls, dem EC Wels und dem EV Zeltweg bestand. Dieses Trio blieb durchweg nur durch wenige Punkte getrennt, hatte aber am Ende 18 Punkte Rückstand auf den ATSE. Dahinter konnte sich das Farmteam des EHC Linz Rang fünf sichern. Der EC Weiz, die „48er“ und vor allem die Salzburger Oilers hatten jedoch durchgehend mit Problemen zu kämpfen und konnten den Anschluss vom Beginn der Meisterschaft an nicht halten. Die Oilers stellten einen ligainternen Negativrekord auf, indem sie pro Spiel im Durchschnitt mehr als 7,5 Tore erhielten und auch im Penaltykilling kaum über die Marke von 60 Prozent hinauskamen, womit der Aufsteiger zeigte, dass zwischen der Oberliga und den Landesligen trotz aller Bemühungen immer noch eine große Lücke klafft. Die Oilers kassierten auch die drei höchsten Niederlagen der Saison: am 16. Oktober ging das Auswärtsspiel in Kapfenberg mit 0:12 verloren, am 28. November wurde das Spiel beim ATSE mit 0:15 verloren, und am 9. Dezember unterlagen die Oilers in Wels mit 2:17.
Gleich zu Saisonbeginn mussten außerdem auf Grund von Anmeldefehlern bei den beteiligten Spielern drei Begegnungen strafverifiziert werden: das Auftaktspiel des EHC Linz gegen Kapfenberg, das die Gäste mit 8:3 gewonnen hatten, wurde mit 5:0 zugunsten der Linzer gewertet. In der zweiten Runde erhielt Kapfenberg einen Sieg gegen den ATSE zugesprochen (Spielergebnis 7:2 für den ATSE). Ebenso gewannen die Linzer ein weiteres Spiel auswärts gegen Wels mit 5:0 (Spielergebnis 3:1 für Linz) am grünen Tisch. Knapp nach Ende des Grunddurchgangs wurde außerdem die Partie Zeltweg – Wels aus der vorletzten Runde aus ähnlichen Gründen mit 5:0 für Zeltweg gewertet (Spielergebnis 8:7 n. P.).

### Tabelle nach dem Grunddurchgang
| Platz | Team                  | Spiele | W  | OTW | SOW | OTL | SOL | L  | Tordifferenz | Punkte |
| ----- | --------------------- | ------ | -- | --- | --- | --- | --- | -- | ------------ | ------ |
| 1     | ATSE Graz             | 21     | 19 | 1   | 0   | 0   | 0   | 1  | 157:44       | 59     |
| 2     | Kapfenberg Bulls      | 21     | 12 | 0   | 1   | 2   | 1   | 5  | 121:77       | 41     |
| 3     | EV Zeltweg            | 21     | 12 | 0   | 2   | 0   | 0   | 7  | 103:84       | 40     |
| 4     | EC Wels               | 21     | 12 | 0   | 1   | 0   | 1   | 7  | 125:80       | 39     |
| 5     | EHC Linz II           | 21     | 8  | 0   | 1   | 0   | 1   | 11 | 65:95        | 27     |
| 6     | Weiz Bulls            | 21     | 6  | 1   | 0   | 0   | 0   | 14 | 78:109       | 20     |
| 7     | Hockeyclub „Die 48er“ | 21     | 5  | 0   | 0   | 0   | 2   | 14 | 59:109       | 17     |
| 8     | EC Oilers Salzburg    | 21     | 1  | 0   | 2   | 0   | 2   | 16 | 47:157       | 9      |

### Statistiken
| 1  | Franz Wilfan       | ATSE     | 21 | 20 | 43 | 63 | 14 | 2 | 2 | 0 |
| 2  | Andreas Kleinheinz | ATSE     | 21 | 19 | 44 | 63 | 34 | 0 | 2 | 3 |
| 3  | Thomas Chlubna     | Wels     | 21 | 36 | 24 | 60 | 16 | 9 | 6 | 4 |
| 4  | Michael Pollross   | ATSE     | 21 | 27 | 33 | 60 | 4  | 7 | 1 | 6 |
| 5  | Thomas Eichberger  | Wels     | 21 | 11 | 39 | 50 | 44 | 3 | 1 | 1 |
| 6  | Jürgen Schober     | Salzburg | 21 | 24 | 24 | 48 | 20 | 8 | 3 | 5 |
| 7  | Jaka Avguštinčič   | Zeltweg  | 21 | 19 | 28 | 47 | 40 | 6 | 3 | 5 |
| 8  | Juri Tsurenkow     | Zeltweg  | 18 | 12 | 35 | 47 | 8  | 6 | 1 | 2 |
| 9  | Robin Johnston     | Wels     | 21 | 19 | 27 | 46 | 18 | 0 | 2 | 5 |
| 10 | Philipp Winzig     | ATSE     | 20 | 21 | 19 | 40 | 60 | 4 | 1 | 2 |

| 1  | Markus Seidl          | ATSE       | 19 | 893  | 411 | 382 | 29 | 92.94 | 1.95 | 0 |
| 2  | Philipp Meichernitsch | ATSE       | 11 | 310  | 113 | 103 | 10 | 91.15 | 1.94 | 0 |
| 3  | Thomas Innerwinkler   | Wels       | 16 | 914  | 527 | 473 | 54 | 89.75 | 3.54 | 1 |
| 4  | František Dašek       | Linz       | 18 | 910  | 615 | 544 | 71 | 88.46 | 4.68 | 0 |
| 5  | Oliver Zirngast       | Kapfenberg | 17 | 1033 | 533 | 470 | 63 | 88.18 | 3.66 | 1 |
| 6  | Michael Mayer         | Zeltweg    | 15 | 905  | 537 | 472 | 65 | 87.90 | 4.31 | 1 |
| 7  | Markus Stolz          | Zeltweg    | 5  | 300  | 153 | 134 | 19 | 87.58 | 3.80 | 1 |
| 8  | Robin Bauer           | Weiz       | 14 | 771  | 413 | 356 | 57 | 86.20 | 4.44 | 0 |
| 9  | Martin Hager          | 48er       | 15 | 790  | 476 | 408 | 68 | 85.71 | 5.16 | 0 |
| 10 | Thomas Dechel         | 48er       | 9  | 401  | 205 | 172 | 33 | 83.90 | 4.94 | 0 |

## Play-offs

### Play-off-Baum
| Viertelfinale | Viertelfinale         | Viertelfinale    |   |                  | Halbfinale | Halbfinale | Halbfinale |  |  | Finale | Finale | Finale |
|               |                       |                  |   |                  |            |            |            |  |  |        |        |        |
| 1             | ATSE Graz             | 3                |   |                  |            |            |            |  |  |        |        |        |
| 8             | EC Oilers Salzburg    | 0                |   |                  |            |            |            |  |  |        |        |        |
| 8             | EC Oilers Salzburg    | 0                | 1 | ATSE Graz        | 3          |            |            |  |  |        |        |        |
|               |                       |                  | 1 | ATSE Graz        | 3          |            |            |  |  |        |        |        |
|               | 4                     | EC Wels          | 1 |                  |            |            |            |  |  |        |        |        |
| 4             | 4                     | EC Wels          | 1 | EC Wels          | 3          |            |            |  |  |        |        |        |
| 4             |                       |                  |   | EC Wels          | 3          |            |            |  |  |        |        |        |
| 5             | EHC Linz II           | 0                |   |                  |            |            |            |  |  |        |        |        |
| 5             | EHC Linz II           | 0                | 1 | ATSE Graz        | 3          |            |            |  |  |        |        |        |
|               |                       |                  |   | ATSE Graz        | 3          |            |            |  |  |        |        |        |
|               | 2                     | Kapfenberg Bulls | 0 |                  |            |            |            |  |  |        |        |        |
| 2             | 2                     | Kapfenberg Bulls | 0 | Kapfenberg Bulls | 3          |            |            |  |  |        |        |        |
| 2             |                       |                  |   | Kapfenberg Bulls | 3          |            |            |  |  |        |        |        |
| 7             | Hockeyclub „Die 48er“ | 2                |   |                  |            |            |            |  |  |        |        |        |
| 7             | Hockeyclub „Die 48er“ | 2                | 2 | Kapfenberg Bulls | 3          |            |            |  |  |        |        |        |
|               |                       |                  | 2 | Kapfenberg Bulls | 3          |            |            |  |  |        |        |        |
|               | 3                     | EV Zeltweg       | 0 |                  |            |            |            |  |  |        |        |        |
| 3             | 3                     | EV Zeltweg       | 0 | EV Zeltweg       | 3          |            |            |  |  |        |        |        |
| 3             |                       |                  |   | EV Zeltweg       | 3          |            |            |  |  |        |        |        |
| 6             | Weiz Bulls            | 0                |   |                  |            |            |            |  |  |        |        |        |

### Viertelfinale
Das Viertelfinale begann am 30. Jänner 2010. Drei Mannschaften konnten sich klar mit einem Sweep gegen ihre Konkurrenten durchsetzen. Der ATSE stellte wieder seine Dominanz unter Beweis und warf die chancenlosen Oilers aus Salzburg mit einem Torverhältnis von 29:2 aus dem Bewerb. Nicht ganz so klar aber dennoch souverän setzten sich der EV Zeltweg und der EC Wels durch, die ebenfalls ohne Niederlage blieben. Ausgeglichener verflief etwas überraschend lediglich die Serie zwischen den Kapfenberg Bulls und dem Hockeyclub „Die 48er“ aus Wien, wo immer die jeweilige Heimmannschaft gewann und der Aufsteiger erst im letzten Spiel ermittelt werden konnte. Dort setzten sich die Kapfenberg Bulls dann doch souverän durch.
| Serie                                            | Endstand | Spiel 1             | Spiel 2              | Spiel 3              | Spiel 4             | Spiel 5             |
| ------------------------------------------------ | -------- | ------------------- | -------------------- | -------------------- | ------------------- | ------------------- |
| ATSE Graz (1) – EC Oilers Salzburg (8)           | 3:0      | 8:0 (4:0, 3:0, 1:0) | 7:2 (3:0, 2:1, 2:1)  | 14:0 (4:0, 8:0, 2:0) | –                   | –                   |
| Kapfenberg Bulls (2) – Hockeyclub „Die 48er“ (7) | 3:2      | 6:4 (2:1, 2:1, 2:2) | 3:5 (2:2, 1:2, 0:1)  | 6:4 (3:2, 1:2, 2:0)  | 1:2 (0:0, 0:2, 1:0) | 5:2 (2:1, 0:1, 3:0) |
| EV Zeltweg (3) – Weiz Bulls (6)                  | 3:0      | 4:2 (3:0, 1:2, 0:0) | 10:2 (3:0, 3:1, 4:1) | 4:2 (1:0, 1:2, 2:0)  | –                   | –                   |
| EC Wels (4) – EHC Linz II (5)                    | 3:0      | 8:1 (2:0, 3:0, 3:1) | 6:3 (3:0, 1:1, 2:2)  | 5:1 ((3:1, 0:0, 2:0) | –                   | –                   |

### Halbfinale
Das Halbfinale begann am 24. Februar 2010. Wie im Viertelfinale konnten sich auch hier die Favoriten relativ klar gegen ihre Gegner durchsetzen. Die Kapfenberg Bulls nahmen den EV Zeltweg in drei Spielen aus dem Bewerb, wobei die Zeltweger nur in der zweiten Begegnung auf eigenem Eis ernsthaft mit dem Lokalrivalen konkurrieren konnten. Überraschend hatte der ATSE Graz mit dem EC Wels mehr Schwierigkeiten und verlor sogar das erste Spiel der Serie nach Verlängerung. Die beiden Auswärtsspiele verliefen äußerst knapp. Nur im zweiten Heimspiel konnte der regierende Meister seine Überlegenheit voll ausspielen und Wels mit einem zweistelligen Ergebnis bezwingen.
| Serie                                 | Endstand | Spiel 1                        | Spiel 2           | Spiel 3              | Spiel 4             | Spiel 5 |
| ------------------------------------- | -------- | ------------------------------ | ----------------- | -------------------- | ------------------- | ------- |
| ATSE Graz (1) – EC Wels (4)           | 3:1      | 3:4 n. V. (1:1, 1:2, 1:0, 0:1) | 3:2 (1:1,1:0,1:1) | 11:3 (7:0, 2:1, 2:2) | 3:2 (0:1, 2:1, 1:0) | –       |
| Kapfenberg Bulls (2) – EV Zeltweg (3) | 3:0      | 7:2 (2:0, 4:2, 1:0)            | 4:3 (1:0,1:3,2:0) | 5:1 (4:0, 0:0, 1:1)  | –                   | –       |

### Finale
Die Finalserie begann am 13. März 2010. Hier setzte sich Titelverteidiger ATSE Graz deutlich und ungefährdet gegen die Kapfenberg Bulls durch und gewann die Serie bereits nach drei Spielen und mit einem Torverhältnis von 19:8. Damit setzten die Grazer den erwarteten Schlusspunkt unter eine Saison, in der nur ein Spiel regulär auf dem Eis verloren wurde, und unterstrichen damit ihre Vorherrschaft in der Oberliga. Nachdem im letzten Jahr der Aufstieg in die zweite Spielklasse aufgrund der oben beschriebenen Unsicherheiten abgelehnt worden war, möchte die Mannschaft diesmal von ihrem Recht Gebrauch machen.
| Serie                                | Endstand | Spiel 1           | Spiel 2             | Spiel 3             | Spiel 4 | Spiel 5 |
| ------------------------------------ | -------- | ----------------- | ------------------- | ------------------- | ------- | ------- |
| ATSE Graz (1) – Kapfenberg Bulls (2) | 3:0      | 7:4 (4:1,1:3,2:0) | 6:3 (2:1, 1:0, 3:2) | 6:1 (3:0, 2:1, 1:0) | –       | –       |

### Statistiken
| 1  | Darren McKague     | ATSE  | 10 | 12 | 12 | 24 | 4  | 3 | 2 | 3 |
| 2  | Philipp Winzig     | ATSE  | 10 | 11 | 13 | 24 | 14 | 3 | 2 | 1 |
| 3  | Diethard Winzig    | ATSE  | 10 | 7  | 15 | 22 | 12 | 1 | 1 | 0 |
| 4  | Andreas Kleinheinz | ATSE  | 10 | 5  | 17 | 22 | 10 | 1 | 1 | 0 |
| 5  | Michael Pollross   | ATSE  | 10 | 7  | 13 | 20 | 6  | 0 | 0 | 1 |
| 6  | Franz Wilfan       | ATSE  | 10 | 3  | 13 | 16 | 6  | 0 | 0 | 1 |
| 7  | Michael Mana       | ATSE  | 10 | 10 | 4  | 14 | 36 | 1 | 0 | 1 |
| 8  | Mario Kubeczka     | Bulls | 11 | 8  | 6  | 14 | 28 | 1 | 0 | 0 |
| 9  | Michael Schmieder  | Bulls | 11 | 9  | 3  | 12 | 16 | 4 | 1 | 1 |
| 10 | Ralph Schabauer    | Bulls | 11 | 4  | 8  | 12 | 20 | 1 | 0 | 0 |

| 1  | Philipp Meichernitsch | ATSE       | 4  | 131 | 64  | 61  | 3  | 95.31 | 1.37 | 0 | 3 | 0 | 0 |
| 2  | Markus Seidl          | ATSE       | 10 | 471 | 249 | 231 | 18 | 92.77 | 2.29 | 0 | 6 | 0 | 1 |
| 4  | Thomas Innerwinkler   | Wels       | 7  | 357 | 195 | 175 | 20 | 89.74 | 3.36 | 0 | 4 | 3 | 0 |
| 3  | Oliver Zirngast       | Kapfenberg | 10 | 551 | 304 | 272 | 32 | 89.47 | 3.48 | 0 | 5 | 4 | 0 |
| 5  | Markus Stolz          | Zeltweg    | 5  | 300 | 158 | 141 | 17 | 89.24 | 3.40 | 0 | 3 | 2 | 0 |
| 6  | Thomas Dechel         | 48er       | 5  | 297 | 182 | 161 | 21 | 88.46 | 4.24 | 0 | 2 | 3 | 0 |
| 7  | Johannes Bürg         | Weiz       | 3  | 159 | 107 | 93  | 14 | 86.92 | 5.28 | 0 | 0 | 3 | 0 |
| 8  | Lorenz Hirn           | Linz       | 1  | 60  | 37  | 32  | 5  | 86.49 | 5.00 | 0 | 0 | 1 | 0 |
| 9  | František Dašek       | Linz       | 1  | 48  | 37  | 32  | 5  | 86.49 | 6.25 | 0 | 0 | 1 | 0 |
| 10 | Michael Mayer         | Zeltweg    | 1  | 60  | 35  | 30  | 5  | 85.71 | 5.00 | 0 | 0 | 1 | 0 |

## Meisterschaftsendstand
1. ATSE Graz
2. Kapfenberg Bulls
3. EC Wels
4. EV Zeltweg
5. Hockeyclub „Die 48er“
6. EHC Linz II
7. Weiz Bulls
8. EC Oilers Salzburg

## Kader des Oberliga-Meisters
| Oberliga-Meister ATSE Graz | Torhüter: Philipp Meichernitsch, Markus Seidl Verteidiger: Alexander Neubauer, Roman Klicznik, Manfred Unterweger, Matthias Gruber, Michael Mana, Markus Marschnig, Christoph Haas, Philipp Hofer Angreifer: Diethard Winzig, Christian Widauer, Andreas Kleinheinz, Gerald Marchl, Christian Hofmaier, Philipp Winzig, Peter Preis, Franz Wilfan, Daniel Forcher, Christian Gombotz, Florian Hutzl, Michael Pollross, Thomas Rack, Darren McKague Cheftrainer: Andreas Wanner |